# Виноградов, Николай Владимирович
Никола́й Влади́мирович Виногра́дов (22 апреля 1947, Владимир, РСФСР — 12 июня 2025, Владимир, Россия) — российский государственный и политический деятель. Глава администрации Владимирской области (1997—2000 годы), губернатор Владимирской области с 2000 по 2013 год.

## Биография
В 1973 году окончил Московский инженерно-строительный институт (МИСИ), после чего работал на Владимирском ЖБК, став позднее главным инженером предприятия.
В 1973 году вступил в КПСС. В 1977—1983 годах — секретарь парткома треста «Владимирстройконструкция», инструктор, заместитель заведующего отделом Владимирского обкома КПСС; в 1983—1985 годах — второй секретарь Владимирского горкома КПСС; 1985—1987 годах — первый секретарь Кольчугинского горкома КПСС; в 1987—1989 годах — ответственный работник ЦК КПСС; в 1989—1991 годах — второй секретарь Владимирского обкома КПСС. В 1989 году окончил Академию общественных наук при ЦК КПСС.
В 1991—1994 годах — заместитель генерального директора АО «Владимироптторг»; в 1994—1996 годах — председатель Законодательного собрания Владимирской области. В 1993—1995 годах — член ЦИК КПРФ.
8 декабря 1996 года избран главой администрации Владимирской области. 10 декабря 2000 года вновь выиграл выборы, получив 66 % голосов избирателей. Был членом комитета Совета Федерации по бюджету, налоговой политике, финансовому, валютному и таможенному регулированию, банковской деятельности. 18 декабря 2000 года вступил в должность губернатора Владимирской области. 14 марта 2001 года полномочия члена Совета Федерации были переданы Вадиму Густову.
С 27 сентября 2002 по 24 мая 2003 — член президиума Государственного совета Российской Федерации.
18 февраля 2005 года законодательным собранием Владимирской области утверждён в должности губернатора Владимирской области (срок окончания полномочий — февраль 2009 года).
В январе 2008 года Виноградову по решению Бюро Владимирского обкома КПРФ было рекомендовано приостановить членство в КПРФ, что было воспринято и прокомментировано как «приостановление членства» в партии. Как пояснил секретарь ЦК КПРФ по оргработе Валерий Рашкин, решение связано с неблагоприятной ситуацией в области для коммуниста Виноградова, при этом сам губернатор не имеет конфликтов с партийной организацией. В реальности членство в партии так и не было приостановлено.
В 2009 году президентом России Д. А. Медведевым кандидатура Виноградова была предложена на пост губернатора области и одобрена Законодательным собранием Владимирской области.
Возглавлял список КПРФ на выборах депутатов Законодательного собрания Владимирской области VI созыва 8 сентября 2013 года, но после выборов отказался от мандата депутата.
Один из претендентов на выдвижение кандидатом в губернаторы Владимирской области на выборах 2022 года.
С июня 2022 года ― советник губернатора Владимирской области Александра Авдеева.
Скончался во Владимире 12 июня 2025 года.

## Семья
Женат. Две дочери. Жена — Людмила Анатольевна (в период губернаторства Н. Виноградова занимала пост начальника управления по связям с общественностью Управления Банка России по Владимирской области).
Старший зять — Наумов Владимир Михайлович (до 2013 г. — руководитель Управления Федеральной службы государственной регистрации, кадастра и картографии по Владимирской области).
Брат старшего зятя — Наумов Андрей Михайлович (в 2008—2013 годах — директор Владимирского филиала Российской академии государственной службы при Президенте РФ (далее — Российской академии народного хозяйства и государственной службы при Президенте РФ)).
Младший зять — Страх Денис Сергеевич (в 2012—2014 годах — председатель комитета по взаимодействию с органами государственной власти и органами местного самоуправления администрации Владимирской области, с 2014 г. — председатель комитета по государственному управлению администрации Владимирской области).

## Награды
- Орден «За заслуги перед Отечеством» IV степени (10 ноября 2004) — за большой вклад в социально-экономическое развитие области и многолетнюю добросовестную работу[10]
- Орден Почёта (27 апреля 2001) — за большой вклад в социально-экономическое развитие области[11]
- Почётный гражданин Владимирской области (2020)[12][13]
- Почётная грамота Правительства Российской Федерации (21 апреля 1997) — за большой личный вклад в социально-экономическое развитие Владимирской области и многолетний добросовестный труд[14]
- Почётная грамота правительства Российской Федерации (19 апреля 2007) — за большой личный вклад в социально-экономическое развитие Владимирской области и многолетний добросовестный труд[15]